# L'amour a ses réseaux
 (décembre 2020).
Pour plus de détails, voir Fiche technique et Distribution.
L'amour a ses réseaux est une web-série d'animation en 13 épisodes destinée aux adultes et jeunes adultes basée sur la rubrique Tinder Surprise de la journaliste Renée Greusard pour les médias Rue89 et Nouvel Obs.
À travers des histoires drôles, décalées, cruelles, L'amour a ses réseaux raconte les nouveaux modes de séduction et le bouleversement qui s'opère dans une rencontre désormais orchestrée par algorithmes interposés.

## Synopsis
Chaque épisode de L'amour a ses réseaux met en image le témoignage d'une personne ayant vécu une histoire drôle ou décalée via une application de rencontre.

## Technique d'animation
La série a été réalisée en animation 2D traditionnelle.

## Fiche technique
- Production : coproduction Darjeeling / Arte France / L'Obs
- Réalisation : Cécile Rousset et Romain Blanc-Tailleur
- Adaptée de Tinder Surprise créé par Renée Greusard
- Concept de la série : Marc Lustigman et Noam Roubah
- Lay out : Adrienne Nowak et Morgane Le Péchon
- Assistantes réalisation : Agnès Patron et Clorinde Baldassari
- Montage : Nazim Meslem
- Ventes internationales : Miam ! Animation
- Date de première diffusion : 21 juillet 2020 sur Arte.tv

## Épisodes
1. Prince et Princesses
2. Cours particulier
3. Petit Piment
4. Sonate au clair de lune
5. Transfert
6. Homo habitus
7. Double Jeu
8. En roue libre
9. Le Cabinet
10. Dents de l'amer
11. Mazeltov !
12. Zouk
13. La Loi de la jungle

## Distinctions
- Prix Best Animation from a Series du Los Angeles Animation Festival 2020[4]
- Prix Best Animated Short au Berlin Short Film Festival 2020[5]
- Prix Best Animated Series à l'Ottawa Animation Film Festival 2020[6]
- En compétition officielle du Festival international du film d'animation d'Annecy 2020 pour la catégorie Film de télévision[7].
- En compétition officielle du London Short Series Festival 2020.